# Сакис Рувас
Анастасиос „Сакис“ Рувас (грч. Αναστάσιος "Σάκης" Ρουβάς; Крф, 5. јануар 1972), познатији професионално као Сакис Рувас или кратко Сакис, је популарни грчки певач поп-рок, рок и денс-поп музике, глумац, телевизијски водитељ, повремени композитор, и пређашњи скакач мотком. Најпознатији је у Грчкој и Кипру, уз известан међународни успех у Европи и Северној Африци. Један од првих поп певача у Грчкој који је допринео популаризацији западних елемената у грчкој музици, Рувас је познат по свом сексуализованом имиџу, сложеним сценским наступим и музичким спотовима, као и по својој бројној обожаватељској бази. Један је од најпродаванијих грчких извођача са проценама да је продао око два милиона носача звука. Сви Рувасови албуми досегли су златни или виши статус.
Познат у суседним земљама од средине 1990-их, Рувас је привукао пажњу међународне јавности 2002. кроз сарадњу са чувеним америчким продуцентом Дезмондом Чајлдом. Заузео је 3. место на Песми Евровизије 2004. као представник Грчке са песмом Shake It, и био водитељ Песме Евровизије 2006. у Атини. Био је добитник Светских музичких награда 2005. као „најпродаванији грчки уметник“, поставши тако трећи грчки уметник у историји који живи и снима у Грчкој да добије ову награду и једини мушкарац.
По други пут је представљао Грчку на Песми Евровизије 2009. у Москви, где је са песмом This Is Our Night заузео седмо место.

## Рани живот
Рувас је рођен 5. јануара 1972. у Мантукију, предграђу града Крфа на истоименом острву, као најстарији од четири сина Константина "Костаса" Руваса (возач хитне помоћи) и Ане-Марије Панарету (службеница у бесцаринској продавници на локалном аеродрому). Има три брата: Билија (р. Василиос, 1975.), Толиса (р. Апостолос, 1977.) и Никоса (р. Николаос, 1991.). Породица је била сиромашна, а Рувас је почео да брине о својој браћи са пет година. Са четири године показао је атлетске способности и ишао је на часове балета као дете. Његови родитељи су имали позоришно образовање, а са десет година Рувас је глумио у његовој првој позоришној представи. Убрзо након тога Рувас је открио музику, у којој је уживао скоро колико и у атлетици. Сам је учио гитару, инспирисан уметницима као што је Елвис Пресли.
Са 15 година, Рувас се придружио грчкој репрезентацији у атлетици као обожавалац украјинског скакача с мотком Сергеја Бупке. Његови сводови су били константно високи — у просеку 4,17 метара — и освојио је низ националних награда.